# Erda
Erda est un personnage du cycle L'Anneau du Nibelung de Richard Wagner. C'est une divinité primitive  « dépositaire de tout le savoir ». Elle apparaît à la scène 4 de L'Or du Rhin et à la scène 1 de l'acte III de Siegfried.
Le personnage est repris dans le manga L'Anneau des Nibelungen de la série Albator.

## Source
Erda est une figure créée par Wagner à partir de la norne Urd, de l'Edda poétique, nommée aussi Jörd dans la mythologie islandaise. Ces deux noms sont des variantes du haut-allemand Wyrd ; Erde en allemand moderne signifie Terre : Erda est une divinité chtonienne. Dans le poème de l'Or du Rhin, Wagner fait dire à Erda : « Je sais tout ce qui a été ; je sais tout ce qui sera et qui doit être. ».

Dans Le cas Wagner, Friedrich Nietzsche fait ironiquement allusion à l’invention de Erda par Wagner : Celui-ci s'aperçoit tardivement, dans la composition de l’Or du Rhin, que la scène 4 ne comporte aucune voix de femme, ce qui va à l'encontre de toutes les règles : 

« Supposons que Wagner ait besoin d’une voix de femme. Un acte entier sans voix de femme — cela ne va pas ! Mais pour le moment aucune des « héroïnes » n’est libre. Que fait Wagner ? Il émancipe la plus vieille femme du monde, Erda : « Montez donc, vieille grand-mère ! il faut chanter ! » Erda chante. Le but de Wagner est atteint. Aussitôt il nous débarrasse de la vieille dame. « Pourquoi êtes-vous donc venue ? Retirez-vous ! Continuez, je vous prie, à dormir. » En résumé, une scène pleine de frissons mythologiques, qui fait que le wagnérien pressent… »

### Articles liés
- L'Anneau des Nibelungen
- Personnages de l'Anneau du Nibelung
- L'Anneau des Nibelungen (manga)
- Liste des personnages d'Albator